# Hülsede
Hülsede est une municipalité allemande du land de Basse-Saxe et de l’arrondissement de Schaumbourg. 